# (4040) Purcell
(4040) Purcell est un astéroïde de la ceinture principale.

## Description
(4040) Purcell est un astéroïde de la ceinture principale. Il fut découvert le 21 septembre 1987 à la station Anderson Mesa par Edward L. G. Bowell. Il présente une orbite caractérisée par un demi-grand axe de 2,67 UA, une excentricité de 0,07 et une inclinaison de 2,3° par rapport à l'écliptique.
Cet astéroïde est nommé en l'honneur du compositeur britannique Henry Purcell (1659-1695).

## Compléments